# Федеральний департамент юстиції та поліції Швейцарії
Федеральний департамент юстиції та поліції Швейцарії — один із семи департаментів уряду Швейцарії, який входить до складу Федеральної адміністрації Швейцарії. Департамент завжди очолює один з членів Федеральної ради Швейцарії, яка виконує роль колективного голови держави. З 2024 року департамент очолює Беат Янс. Департамент займається боротьбою із злочинністю та тероризмом, а також різними соціополітичними питаннями, як наприклад, громадянство та імміграція. Окрім того, департамент відповідає за ведення цивільного реєстру та контроль за ігровим бізнесом.

## Структура
- Генеральний секретаріат — координує діяльність департаменту із діяльністю парламенту та Федеральної ради, а також діяльність різних відділів департаменту. Секретаріат проводить нагляд та аудит інших відділів департаменту, відповідає за зовнішні зв'язки департаменту із іншими організаціями, відповідає за людські та фінансові ресурси, допомагає надає поради голові департаменту.
- Державний секретаріат з міграції — ухвалює рішення щодо того, чи може іноземець залишиться жити в Швейцарії, чи ні. Спільно із урядами кантонів, секретаріат організовує надання житла біженцям та допомагає мігрантам із натуралізацією. Також секретаріат відповідає за депортацію біженців, яким відмовлено в наданні притулку.
- Федеральний офіс юстиції — створює законопроєкти щодо цивільного, адміністративного, кримінального та конституційного права, надає поради Федеральній адміністрації із всіх законодавчих питань. Також офіс відповідає за нагляд у деяких сферах, ведення реєстру злочинів та співпрацю із органами інших держав. На міжнародному рівні, офіс представляє Швейцарію в декількох міжнародних організаціях, пов'язаних із правами людини.
- Федеральний офіс поліції — координує діяльність поліцейських органів на національному і міжнародному рівнях та проводить розслідування серйозних злочинів, зокрема щодо тероризму, організованої злочинності і відмивання грошей. Також офіс відповідає за ведення національних поліцейських інформаційних систем, за національні центри експертизи та за захист осіб і організацій, захист яких є обов'язком конфедерації.
- Федеральний інститут інтелектуальної власності — національний центр, який відповідає за всі питання пов'язані із торговельними знаками, патентами, вказанням джерела, створенням та виконанням законів пов'язаних із авторським правом. Інститут видає патенти та представляє Швейцарію в міжнародних організаціях пов'язаних із авторським правом.
- Федеральний інститут метрології — відповідає за уможливлення проведення вимірів і тестувань необхідної точності промисловими, науковими та адміністративними установами. Також відповідає за точність і відповідність до закону вимірів, пов'язаних із захистом суспільства та навколишнього середовища.
- Швейцарський інститут порівняльного права — забезпечує доступ судів, адміністративних органів, адвокатів, нотаріусів та простих громадян до закордонного та міжнародного права. Інститут підтримує університети в питаннях порівняльного права та проводить дослідження в порівняльному праві.
- Федеральна служба з аудитного нагляду — видає ліцензії компаніям та приватним особам на надання послуг з аудиту та проводить нагляд за власниками цих ліцензій. Діяльність служби дозволяє забезпечити об'єктивність фінансових звітів і тим самим захистити інвесторів та інших осіб чи організації, пов'язаних з фінансами.
- Федеральна комісія з ігрового бізнесу — проводить нагляд за 21 казино в Швейцарії та забезпечує чесність і прозорість їх діяльності. Крім того, комісія перевіряє чи казино дотримуються законів про попередження примусової участі в іграх, розслідує випадки незаконного ігрового бізнесу та збирає ігровий податок.
- Федеральна комісія з міграції — надає поради Федеральним зборам та Федеральній адміністрації з питань, пов'язаних з міграцією, сприяє соціальній єдності, підтримуючи проєкти та публікуючи дослідження і рекомендації стосовно міграційної політики.
- Федеральна арбітражна комісія з використання авторського та суміжних прав — встановлює та перевіряє тарифи, за якими автори отримують роялті за використання їхніх музичних, літературних та аудіовізуальних творів.
- Національна комісія із запобігання катуванням — проводить регулярні перевірки в виправних установах цим запобігаючи катуванням та нелюдському поводженню там. Також забезпечує дотримання прав людей, яких примусово депортують із Швейцарії.
- Незалежна експертна комісія з наукового перегляду примусових адміністративних заходів — методично перевіряє всі примусові адміністративні заходи, особливо примусове відокремлення дітей від їх родин (нім. verdigkinder), що мали місце в Швейцарії до 1981 року.